# Liste der Nummer-eins-Alben in den deutschen Hip-Hop-Charts
In der Liste der Nummer-eins-Alben in den deutschen Hip-Hop-Charts werden alle Alben aufgelistet, die in der jeweiligen Woche die Chartspitze der Offiziellen Deutschen Hip-Hop-Charts erreicht haben.

## Datenbasis und Hinweise zur Interpretation der aufgeführten Statistiken
Die Deutschen Hip-Hop-Charts werden im Auftrag des Bundesverband Musikindustrie vom deutschen Marktforschungsunternehmen GfK Entertainment ermittelt. Sie erfassen Verkäufe von Bild- beziehungsweise Tonträgern, Downloads und Musikstreamings mit Hip-Hop als Endverbraucher. Es handelt sich hierbei um „Repertoire-Charts“, die das Marktsegment „Hip-Hop“ abbilden. Dabei bilden sie einen Auszug aus den regulären Album Top 100 ab, in denen Verkäufe unabhängig von jeglichen Repertoire-Segmenten erfasst werden. Bei den Deutschen Hip-Hop-Charts handelt sich nicht nur um Repertoire-Charts, sondern auch um „Artist-Charts“, das heißt Sampler werden nicht berücksichtigt. Eine parallele Platzierung eines Produktes sowohl in den Album Top 100 als auch in den Hip-Hop Top 20 ist daher nicht nur grundsätzlich möglich, sondern wird bei stark verkaufenden Produkten die Regel sein.
Die hier dargestellten Auswertungen der deutschen Hip-Hop-Charts beschreiben lediglich Interpreten, die sich besonders häufig oder besonders lange an der Spitze der Chartauswertung aufhielten. Daraus können jedoch keine Verkaufszahlen oder weitere kommerzielle Erfolge abgeleitet werden.

## Liste der Nummer-eins-Alben nach Jahr
Die nachfolgenden Listen beinhalten alle erfolgreichsten Bild- beziehungsweise Tonträger der offiziellen deutschen Hip-Hop-Charts seit dem 23. März 2015 mit den Informationen zu den Interpreten, dem Albumtitel, den Datumsangaben und der Verweildauer.
| 2015 | 2016 |
| --- | --- |
| - Audio88 & Yassin – Normaler Samt - 1 Woche (23. März – 29. März) - Die Orsons – What’s Goes? - 1 Woche (30. März – 5. April) - Farid Bang – Asphalt Massaka 3 - 1 Woche (6. April – 12. April) - Liont – Löwenkind - 1 Woche (13. April – 19. April) - Farid Bang – Asphalt Massaka 3 - 1 Woche (20. April – 26. April, insgesamt 2 Wochen) - SpongeBOZZ – Planktonweed Tape - 1 Woche (27. April – 3. Mai) - Weekend – Für immer Wochenende - 1 Woche (4. Mai – 7. Mai) - Xatar – Baba aller Babas - 1 Woche (8. Mai – 14. Mai) - Genetikk – Achter Tag - 2 Wochen (15. Mai – 28. Mai) - SDP – Zurück in die Zukunst - 1 Woche (29. Mai – 4. Juni) - Ferris MC – Glück ohne Scherben - 1 Woche (5. Juni – 11. Juni) - Ali Bumaye – Fette Unterhaltung - 1 Woche (12. Juni – 18. Juni) - KC Rebell – Fata Morgana - 1 Woche (19. Juni – 25. Juni, insgesamt 2 Wochen) - MoTrip – Mama - 1 Woche (26. Juni – 2. Juli) - KC Rebell – Fata Morgana - 1 Woche (3. Juli – 9. Juli, insgesamt 2 Wochen) - Cro – MTV Unplugged - 1 Woche (10. Juli – 16. Juli, insgesamt 6 Wochen) - K.I.Z – Hurra die Welt geht unter - 1 Woche (17. Juli – 23. Juli) - Cro – MTV Unplugged - 5 Wochen (24. Juli – 27. August, insgesamt 6 Wochen) - Dr. Dre – Compton - 1 Woche (28. August – 3. September) - Manuellsen – Killemall - 1 Woche (4. September – 10. September) - Sido – VI - 1 Woche (11. September – 17. September, insgesamt 5 Wochen) - Frank White – Weil die Straße nicht vergisst - 1 Woche (18. September – 24. September) - Sido – VI - 1 Woche (25. September – 1. Oktober, insgesamt 5 Wochen) - Olexesh – Straßencocktail - 1 Woche (2. Oktober – 8. Oktober) - Sido – VI - 1 Woche (9. Oktober – 15. Oktober, insgesamt 5 Wochen) - Verschiedene Interpreten (Selfmade Records) – Chronik 3 - 1 Woche (16. Oktober – 22. Oktober) - Majoe – Breiter als 2 Türsteher - 1 Woche (23. Oktober – 29. Oktober) - Sido – VI - 2 Wochen (30. Oktober – 12. November, insgesamt 5 Wochen) - Bushido & Shindy – Cla$$ic - 2 Wochen (13. November – 26. November) - Metrickz – Ultraviolett II - 1 Woche (27. November – 3. Dezember) - Alligatoah – Musik ist keine Lösung - 1 Woche (4. Dezember – 10. Dezember) - Fler – Der Staat gegen Patrick Decker - 1 Woche (11. Dezember – 17. Dezember) - Kollegah – Zuhältertape Vol. 4 - 4 Wochen (18. Dezember 2015 – 14. Januar 2016) | - Kollegah – Zuhältertape Vol. 4 - 4 Wochen (18. Dezember 2015 – 14. Januar 2016) - B-Tight – Born 2 B-Tight - 1 Woche (15. Januar – 22. Januar) - Azad – Leben II - 1 Woche (23. Januar – 29. Januar) - Summer Cem – Cemesis - 1 Woche (30. Januar – 4. Februar) - SSIO – 0,9 - 1 Woche (5. Februar – 11. Februar) - Prinz Pi – Im Westen nix Neues - 2 Wochen (12. Februar – 25. Februar) - Kurdo – Verbrecher aus der Wüste - 1 Woche (26. Februar – 3. März) - Macklemore & Ryan Lewis – This Unruly Mess I’ve Made - 1 Woche (4. März – 10. März, insgesamt 2 Wochen) - Megaloh – Regenmacher - 1 Woche (11. März – 17. März) - Macklemore & Ryan Lewis – This Unruly Mess I’ve Made - 1 Woche (18. März – 24. März, insgesamt 2 Wochen) - Jasko – Wenn kommt, dann kommt - 1 Woche (25. März – 31. März) - Nate57 – Gauna - 1 Woche (1. April – 7. April) - Ali As – Euphoria - 1 Woche (8. April – 14. April) - OK Kid – Zwei - 1 Woche (15. April – 21. April) - RAF Camora – Ghøst - 1 Woche (22. April – 28. April) - Eko Fresh – Freezy - 1 Woche (29. April – 5. Mai) - Samy Deluxe – Berühmte letzte Worte - 1 Woche (6. Mai – 12. Mai) - Frauenarzt – Mutterficker - 1 Woche (13. Mai – 19. Mai) - Karate Andi – Turbo - 1 Woche (20. Mai – 26. Mai) - Kontra K – Labyrith - 1 Woche (27. Mai – 2. Juni) - Gzuz & Bonez MC – High & hungrig 2 - 1 Woche (3. Juni – 9. Juni, insgesamt 5 Wochen) - Seyed – Engel mit der AK - 1 Woche (10. Juni – 16. Juni) - Chakuza – Noah - 1 Woche (17. Juni – 23. Juni) - Gzuz & Bonez MC – Hugh & hungrig 2 - 2 Wochen (24. Juni – 7. Juli, insgesamt 5 Wochen) - 257ers – Mikrokosmos - 1 Woche (8. Juni – 14. Juli, insgesamt 3 Wochen) - MC Bomber – Predigt - 1 Woche (15. Juli – 21. Juli) - 257ers – Mikrokosmos - 2 Wochen (22. Juli – 4. August, insgesamt 3 Wochen) - Gzuz & Bonez MC – Hugh & hungrig 2 - 2 Wochen (5. August – 18. August, insgesamt 5 Wochen) - Coup ( Xatar & Haftbefehl) – Der Holland Job - 1 Woche (19. August – 25. August) - HB13 – Bang Bang - 1 Woche (26. August – 1. September) - Beginner – Advanced Chemistry - 1 Woche (2. September – 8. September, insgesamt 2 Wochen) - Fler – Vibe - 1 Woche (9. September – 15. September) - Bonez MC & RAF Camora – Palmen aus Plastik - 1 Woche (16. September – 22. September, insgesamt 5 Wochen) - Hanybal – Haramstufe Rot - 1 Woche (23. September – 29. September) - Bonez MC & RAF Camora – Palmen aus Plastik - 1 Woche (30. September – 6. Oktober, insgesamt 5 Wochen) - Manuellsen – Gangland - 1 Woche (7. Oktober – 13. Oktober) - Fard – Bei Fame hört Freundschaft auf - 1 Woche (14. Oktober – 20. Oktober) - Bonez MC & RAF Camora – Palmen aus Plastik - 1 Woche (21. Oktober – 27. Oktober, insgesamt 5 Wochen) - Olexesh – Makadam - 1 Woche (28. Oktober – 3. November) - Kool Savas – Essahdamus - 1 Woche (4. November – 10. November) - Dat Adam – Hydra 3D - 1 Woche (11. November – 17. November) - Shindy – Dreams - 1 Woche (18. November – 24. November) - Sido – Das goldene Album - 1 Woche (25. November – 1. Dezember) - KC Rebell – Abstand - 1 Woche (2. Dezember – 8. Dezember) - Genetikk – Fukk Genetikk - 1 Woche (9. Dezember – 15. Dezember) - Kollegah – Imperator - 1 Woche (16. Dezember – 22. Dezember, insgesamt 2 Wochen) - Bonez MC & RAF Camora – Palmen aus Plastik - 1 Woche (23. Dezember – 29. Dezember, insgesamt 5 Wochen) - Kollegah – Imperator - 1 Woche (30. Dezember 2017 – 5. Januar 2017, insgesamt 2 Wochen) |
| 2017 | 2018 |
| - Kollegah – Imperator - 1 Woche (30. Dezember 2017 – 5. Januar 2017, insgesamt 2 Wochen) - Bonez MC & RAF Camora – Palmen aus Plastik - 1 Woche (6. Januar – 12. Januar, insgesamt 5 Wochen) - A Tribe Called Quest – We Got It from Here … Thank You 4 Your Service - 1 Woche (13. Januar – 19. Januar) - Bosca – Cobra 3 - 1 Woche (20. Januar – 26. Januar) - Antilopen Gang – Anarchie und Alltag - 1 Woche (27. Januar – 2. Februar) - Soufian – Allé allé - 1 Woche (3. Februar – 9. Februar) - Capital Bra – Makarov Komplex - 1 Woche (10. Februar – 16. Februar) - Majoe – Auge des Tigers - 1 Woche (17. Februar – 23. Februar) - Kianush – Instinkt - 1 Woche (24. Februar – 2. März) - Bass Sultan Hengzt – 2ahltag: Riot - 1 Woche (3. März – 9. März) - Beginner – Advanced Chemistry - 1 Woche (10. März – 16. März, insgesamt 2 Wochen) - Mädness & Döll – Ich und mein Bruder - 1 Woche (17. März – 23. März) - Drake – More Life - 1 Woche (24. März – 30. März) - Maxwell – Kohldampf - 1 Woche (31. März – 6. April) - Kurdo – Vision - 1 Woche (7. April – 13. April) - 18 Karat – Pusha - 1 Woche (14. April – 20. April) - Zuna – Mele7 - 1 Woche (21. April – 27. April) - Kendrick Lamar – DAMN. - 1 Woche (28. April – 4. Mai) - Kontra K – Gute Nacht - 1 Woche (5. Mai – 11. Mai) - AK Ausserkontrolle – A.S.S.N. - 1 Woche (12. Mai – 18. Mai) - Mudi – Sabr - 1 Woche (19. Mai – 25. Mai) - Käptn Peng & Die Tentakel von Delphi – Das nullte Kapitel - 1 Woche (26. Mai – 1. Juni) - Marteria – Roswell - 1 Woche (2. Juni – 8. Juni) - SXTN – Leben am Limit - 1 Woche (9. Juni – 15. Juni) - Bushido – Black Friday - 1 Woche (16. Juni – 22. Juni) - KC Rebell & Summer Cem – Maximum - 1 Woche (23. Juni – 29. Juni) - PA Sports – Verloren im Paradies - 1 Woche (30. Juni – 6. Juli) - Fler & Jalil – Epic - 1 Woche (7. Juli – 13. Juli) - Capo – Alles auf rot - 1 Woche (14. Juli – 20. Juli) - Verschiedene Interpreten (187 Strassenbande) – Sampler 4 - 4 Wochen (21. Juli – 17. August) - Moses Pelham – Herz - 1 Woche (18. August – 24. August) - Seyed – Cold Summer - 1 Woche (25. August – 31. August) - RAF Camora – Anthrazit - 1 Woche (1. September – 7. September) - Casper – Lang lebe der Tod - 1 Woche (8. September – 14. September) - Cro – tru. - 1 Woche (15. September – 21. September, insgesamt 2 Wochen) - Kurdo & Majoe – Blanco - 1 Woche (22. September – 28. September) - Mert – Kunde ist König - 1 Woche (29. September – 5. Oktober) - Savas & Sido – Royal Bunker - 2 Wochen (6. Oktober – 19. Oktober) - Miami Yacine – Casia - 1 Woche (20. Oktober – 26. Oktober) - Trailerpark – TP4L - 1 Woche (27. Oktober – 2. November) - Ćelo & Abdï – Diaspora - 1 Woche (3. November – 9. November) - Prinz Pi – Nichts war umsonst - 1 Woche (10. November – 16. November) - Sa4 – Neue deutsche Quelle - 1 Woche (17. November – 23. November) - Luciano – Eiskalt - 1 Woche (24. November – 30. November) - Favorite – Alternative für Deutschland - 1 Woche (1. Dezember – 7. Dezember) - Kollegah & Farid Bang – Jung, brutal, gutaussehend 3 - 2 Wochen (8. Dezember – 21. Dezember, insgesamt 3 Wochen) - Eminem – Revival - 4 Wochen (22. Dezember 2017 – 18. Januar 2018, insgesamt 5 Wochen) | - Eminem – Revival - 4 Wochen (22. Dezember 2017 – 18. Januar 2018, insgesamt 5 Wochen) - PA Sports & Kianush – Desperadoz II - 1 Woche (19. Januar – 25. Januar) - Kollegah & Farid Bang – Jung, brutal, gutaussehend 3 - 1 Woche (26. Januar – 1. Februar, insgesamt 3 Wochen) - Migos – Culture II - 1 Woche (2. Februar – 8. Februar) - Animus – Beastmode 3 - 1 Woche (9. Februar – 15. Februar) - Eminem – Revival - 1 Woche (16. Februar – 22. Februar, insgesamt 5 Wochen) - Haze – Die Zwielicht LP - 1 Woche (23. Februar – 1. März) - B-Tight – A.i.d.S. Royal - 1 Woche (2. März – 8. März) - Olexesh – Rolexesh - 1 Woche (9. März – 15. März) - 18 Karat – Geld Gold Gras - 1 Woche (16. März – 22. März) - Ruffiction – Ausnahmezustand - 1 Woche (23. März – 29. März) - Fler – Flizzy - 1 Woche (30. März – 5. April) - Azet – Fast Life - 2 Wochen (6. April – 19. April) - Ufo361 – 808 - 1 Woche (20. April – 26. April) - Eunique – Gift - 1 Woche (27. April – 3. Mai) - Marsimoto – Verde - 1 Woche (4. Mai – 10. Mai) - Yung Hurn – 1220 - 1 Woche (11. Mai – 17. Mai) - Kontra K – Erde & Knochen - 2 Wochen (18. Mai – 31. Mai) - Gzuz – Wolke 7 - 4 Wochen (1. Juni – 28. Juni) - Capital Bra – Berlin lebt - 1 Woche (29. Juni – 5. Juli, insgesamt 3 Wochen) - Juri – Bratans aus Favelas - 1 Woche (6. Juli – 12. Juli) - Capital Bra – Berlin lebt - 2 Wochen (13. Juli – 26. Juli, insgesamt 3 Wochen) - MC Bilal – Herzblut - 1 Woche (27. Juli – 2. August) - Summer Cem – Endstufe - 1 Woche (3. August – 9. August) - Travis Scott – Astroworld - 1 Woche (10. August – 16. August) - Kollegah & Farid Bang – Platin war gestern - 1 Woche (17. August – 23. August) - Ufo361 – VVS - 2 Wochen (24. August – 6. September) - Marteria & Casper – 1982 - 1 Woche (7. September – 13. September) - Eminem – Kamikaze - 1 Woche (14. September – 20. September) - Alligatoah – Schlaftabletten, Rotwein V - 1 Woche (21. September – 27. September) - Xatar – Alles oder nix II - 1 Woche (28. September – 4. Oktober) - Bushido – Mythos - 1 Woche (5. Oktober – 11. Oktober) - Bonez MC & RAF Camora – Palmen aus Plastik 2 - 2 Wochen (12. Oktober – 25. Oktober, insgesamt 9 Wochen) - Genetikk – Y.A.L.A. - 1 Woche (26. Oktober – 1. November) - Bonez MC & RAF Camora – Palmen aus Plastik 2 - 1 Woche (2. November – 8. November, insgesamt 9 Wochen) - Capital Bra – Allein - 1 Woche (9. November – 15. November) - AK Ausserkontrolle – XY - 1 Woche (16. November – 22. November) - Bonez MC & RAF Camora – Palmen aus Plastik 2 - 1 Woche (23. November – 29. November, insgesamt 9 Wochen) - Luciano – L.O.C.O. - 1 Woche (30. November – 6. Dezember) - Olexesh – Authentic Athletic 2 - 1 Woche (7. Dezember – 13. Dezember) - Kollegah – Monument - 1 Woche (14. Dezember – 20. Dezember) - Sido – Kronjuwelen - 1 Woche (21. Dezember – 27. Dezember) - Bonez MC & RAF Camora – Palmen aus Plastik 2 - 4 Wochen (28. Dezember 2018 – 24. Januar 2019, insgesamt 9 Wochen) |
| 2019 | |
| - Bonez MC & RAF Camora – Palmen aus Plastik 2 - 4 Wochen (28. Dezember 2018 – 24. Januar 2019, insgesamt 9 Wochen) - Yassin – Ypsilon - 1 Woche (15. Januar – 31. Januar) - Dendemann – da nich für! - 1 Woche (1. Februar – 7. Februar) - Kurdo – 11sta Stock Sound 2 - 1 Woche (8. Februar – 14. Februar) - Kool Savas – KKS - 2 Wochen (15. Februar – 28. Februar) - B-Tight – Aggroswing - 1 Woche (1. März – 7. März) - Bonez MC & RAF Camora – Palmen aus Plastik 2 - 1 Woche (8. März – 14. März, insgesamt 9 Wochen) - Azet & Zuna – Super Plus - 1 Woche (15. März – 21. März) - Mero – Ya Hero Ya Mero - 1 Woche (22. März – 28. März, insgesamt 2 Wochen) - Herzog – OG mit Herz - 1 Woche (29. März – 4. April) - Fler – Colucci - 1 Woche (5. April – 11. April) - Mero – Ya Hero Ya Mero - 1 Woche (12. April – 18. April, insgesamt 2 Wochen) - Capital Bra – CB6 - 1 Woche (19. April – 25. April, insgesamt 4 Wochen) - KC Rebell – Hasso - 1 Woche (26. April – 2. Mai) - Capital Bra – CB6 - 1 Woche (3. Mai – 9. Mai, insgesamt 4 Wochen) - Eno – Fuchs - 1 Woche (10. Mai – 16. Mai) - Capital Bra – CB6 - 2 Wochen (17. Mai – 30. Mai, insgesamt 4 Wochen) - Kontra K – Sie wollten Wasser doch kriegen Benzin - 1 Woche (31. Mai – 6. Juni, insgesamt 2 Wochen) - 18 Karat – Je m’appelle kriminell - 1 Woche (7. Juni – 13. Juni) - Kontra K – Sie wollten Wasser doch krigen Benzin - 1 Woche (14. Juni – 20. Juni, insgesamt 2 Wochen) - Juju – Bling Bling - 1 Woche (21. Juni – 27. Juni) - Bausa – Fieber - 1 Woche (28. Juni – 4. Juli) - LX & Maxwell – Obststand 2 - 2 Wochen (5. Juli – 18. Juli) - Shindy – Drama - 3 Wochen (19. Juli – 8. August) - Die Orsons – Orsons Island - 1 Woche (9. August – 15. August) - Ufo361 – Wave - 1 Woche (16. August – 22. August) - Azad – Der Bozz II - 1 Woche (23. August – 29. August) - Ufo361 – Wave - 1 Woche (30. August – 5. September) - Luciano – Millies - 1 Woche (6. September – 12. September) - Dame – Zeus - 1 Woche (13. September – 19. September) - Trettmann – Trettmann - 1 Woche (20. September – 26. September) - Shirin David – Supersize - 1 Woche (27. September – 3. Oktober) - Sido – Ich und keine Maske - 1 Woche (4. Oktober – 10. Oktober) - Capital Bra & Samra – Berlin lebt 2 - 1 Woche (11. Oktober – 17. Oktober, insgesamt 2 Wochen) - Kummer – Kiox - 1 Woche (18. Oktober – 24. Oktober; insgesamt 2 Wochen) - Capital Bra & Samra – Berlin lebt 2 - 1 Woche (25. Oktober – 31. Oktober, insgesamt 2 Wochen) - Apache 207 – Platte - 1 Woche (1. November – 7. November, insgesamt 8 Wochen) - RAF Camora – Zenit - 1 Woche (8. November – 14. November, insgesamt 2 Wochen) - Summer Cem – Nur noch nice - 1 Woche (15. November – 21. November) - Apache 207 – Platte - 1 Woche (22. November – 28. November, insgesamt 8 Wochen) - OG Keemo – Geist - 1 Woche (29. November – 5. Dezember) - Genetikk – Outtathisworld – Radio Show Vol. 1 - 1 Woche (6. Dezember – 12. Dezember) - SSIO – Messios - 1 Woche (13. Dezember – 19. Dezember) - Kollegah – Alphagene II - 1 Woche (20. Dezember – 26. Dezember) - Bushido & Animus – Carlo Cokxxx Nutten 4 - 1 Woche (27. Dezember 2019 – 2. Januar 2020)                                                 | |

| 2020 | 2021 |
| --- | --- |
| - Bushido & Animus – Carlo Cokxxx Nutten 4 - 1 Woche (27. Dezember 2019 – 2. Januar 2020) - Apache 207 – Platte - 2 Wochen (3. Januar – 16. Januar, insgesamt 8 Wochen) - RAF Camora – Zenit - 1 Woche (17. Januar – 23. Januar, insgesamt 2 Wochen) - Katja Krasavice – Bo$$ Bitch - 1 Woche (24. Januar – 30. Januar) - Eminem – Music to Be Murdered By - 1 Woche (31. Januar – 6. Februar, insgesamt 4 Wochen) - Tarek K.I.Z – Golem - 1 Woche (7. Februar – 13. Februar) - Eminem – Music to Be Murdered By - 1 Woche (14. Februar – 20. Februar, insgesamt 4 Wochen) - Gzuz – Gzuz - 3 Wochen (21. Februar – 12. März) - Vega – Locke - 1 Woche (13. März – 19. März) - Haze – Brot & Spiele - 1 Woche (20. März – 26. März) - Kummer – Kiox - 1 Woche (27. März – 2. April; insgesamt 2 Wochen) - Fler – Atlantis - 1 Woche (3. April – 9. April) - Kianush & PA Sports – Crossover - 1 Woche (10. April – 16. April) - Apache 207 – Platte - 1 Woche (17. April – 23. April, insgesamt 8 Wochen) - Samra – Jibrail & Iblis - 1 Woche (24. April – 30. April) - Ufo361 – Rich Rich - 2 Wochen (1. Mai – 14. Mai) - Yung Kafa & Kücük Efendi – Dickicht - 1 Woche (15. Mai – 21. Mai) - Apache 207 – Platte - 2 Wochen (22. Mai – 4. Juni, insgesamt 8 Wochen) - BHZ – Kiezromatik - 1 Woche (5. Juni – 11. Juni) - Haftbefehl – Das weisse Album - 1 Woche (12. Juni – 18. Juni) - MoTrip – Elemente - 1 Woche (19. Juni – 25. Juni) - Juse Ju – Millennium - 1 Woche (26. Juni – 2. Juli) - Apache 207 – Platte - 1 Woche (3. Juli – 9. Juli) - Pop Smoke – Shoot for the Stars, Aim for the Moon - 1 Woche (10. Juli – 16. Juli, insgesamt 3 Wochen) - Juice WRLD – Legends Never Die - 2 Wochen (17. Juli – 30. Juli) - Ruffiction – Hassmaske - 1 Woche (31. Juli – 6. August) - Apache 207 – Treppenhaus - 1 Woche (7. August – 13. August, insgesamt 3 Wochen) - KitschKrieg – KitschKrieg - 1 Woche (14. August – 20. August) - Apache 207 – Treppenhaus - 1 Woche (21. August – 27. August, insgesamt 3 Wochen) - AK Ausserkontrolle – A.S.S.N. 2 - 1 Woche (28. August – 3. September) - Edo Saiya – lunaR - 1 Woche (4. September – 10. September) - Apache 207 – Treppenhaus - 1 Woche (11. September – 17. September, insgesamt 3 Wochen) - Bonez MC – Hollywood - 1 Woche (18. September – 24. September, insgesamt 2 Wochen) - Capital Bra – CB7 - 1 Woche (25. September – 1. Oktober) - Kontra K – Vollmond - 1 Woche (2. Oktober – 8. Oktober, insgesamt 2 Wochen) - Ufo361 & Sonus030 – Nur für Dich - 1 Woche (9. Oktober – 15. Oktober) - Kontra K – Vollmond - 1 Woche (16. Oktober – 22. Oktober, insgesamt 2 Wochen) - KC Rebell & Summer Cem – Maximum III - 1 Woche (23. Oktober – 29. Oktober) - Bonez MC – Hollywood - 1 Woche (30. Oktober – 5. November, insgesamt 2 Wochen) - Bonez MC – Hollywood Uncut - 3 Wochen (6. November – 26. November) - Cashmo – 1998 - 1 Woche (27. November – 3. Dezember) - Beyazz – Kara Tape - 1 Woche (4. Dezember – 10. Dezember) - Mero – Seele - 1 Woche (11. Dezember – 17. Dezember) - Loredana – Medusa - 1 Woche (18. Dezember – 24. Dezember) - Eminem – Music to Be Murdered By - 2 Wochen (25. Dezember 2020 – 7. Januar 2021, insgesamt 4 Wochen) | - Eminem – Music to Be Murdered By - 2 Wochen (25. Dezember 2020 – 7. Januar 2021, insgesamt 4 Wochen) - Pop Smoke – Shoot for the Stars, Aim for the Moon - 1 Woche (8. Januar – 14. Januar, insgesamt 3 Wochen) - 18 Karat – Narco Trafficante - 1 Woche (15. Januar – 21. Januar) - LX – Inhale/Exhale - 1 Woche (22. Januar – 28. Januar) - Asche & Kollegah – Natural Born Killas - 1 Woche (29. Januar – 4. Februar) - Katja Krasavice – Eure Mami - 1 Woche (5. Februar – 11. Februar) - Dardan – Mister Dardy - 1 Woche (12. Februar – 18. Februar) - Audio88 & Yassin – Todesliste - 1 Woche (19. Februar – 25. Februar) - Kool Savas – Aghori - 1 Woche (26. Februar – 4. März) - Bausa – 100 Pro - 1 Woche (5. März – 11. März) - King Orgasmus One – Manifest - 1 Woche (12. März – 18. März) - PA Sports – Streben nach Glück - 1 Woche (19. März – 25. März) - Pop Smoke – Shoot for the Stars, Aim for the Moon - 1 Woche (26. März – 1. April, insgesamt 3 Wochen) - Fler – Widder - 1 Woche (2. April – 8. April) - Sierra Kidd – Naosu - 1 Woche (9. April – 15. April) - Chakuza – Unter der Sonne / Monster in mir 2.0 - 1 Woche (16. April – 22. April) - Edo Saiya – x6 - 1 Woche (23. April – 29. April) - Samra – Rohdiamant - 1 Woche (30. April – 6. Mai) - Ufo361 – Stay High - 1 Woche (7. Mai – 13. Mai) - Fatoni & Edgar Wasser – Delirium - 1 Woche (14. Mai – 20. Mai) - Verschiedene Interpreten (187 Strassenbande) – Sampler 5 - 1 Woche (21. Mai – 27. Mai) - Kontra K – Aus dem Licht in den Schatten zurück - 1 Woche (28. Mai – 3. Juni) - K.I.Z – Rap über Hass - 2 Wochen (4. Juni – 17. Juni) - Azet – Neue Welt - 1 Woche (18. Juni – 24. Juni) - BHZ – Halb:vier - 1 Woche (25. Juni – 1. Juli) - Evidence – Unlearning Vol. 1 - 1 Woche (2. Juli – 8. Juli) - Luciano – Aqua - 1 Woche (9. Juli – 15. Juli) - Casper – XOXO - 1 Woche (16. Juli – 22. Juli, insgesamt 2 Wochen) - RAF Camora – Zukunft - 1 Woche (23. Juli – 29. Juli, insgesamt 5 Wochen) - Farid Bang – Asozialer Marokkaner - 1 Woche (30. Juli – 5. August) - RAF Camora – Zukunft - 1 Woche (6. August – 12. August, insgesamt 5 Wochen) - Cro – Trip - 1 Woche (13. August – 19. August) - Genetikk – MDNA - 1 Woche (20. August – 26. August) - Asche – Was bleibt ist Asche - 1 Woche (27. August – 2. September) - Kanye West – Donda - 1 Woche (3. September – 9. September) - Ufo361 – Destroy All Copies - 1 Woche (10. September – 16. September) - Drake – Certified Lover Boy - 2 Wochen (17. September – 30. September) - Myng – Never Die Alone - 1 Woche (1. Oktober – 7. Oktober) - RAF Camora – Zukunft - 1 Woche (8. Oktober – 14. Oktober, insgesamt 5 Wochen) - Kollegah – Zuhältertape, Vol. 5 - 1 Woche (15. Oktober – 21. Oktober) - Marteria – 5. Dimension - 1 Woche (22. Oktober – 28. Oktober) - RAF Camora – Zukunft - 1 Woche (29. Oktober – 4. November, insgesamt 5 Wochen) - RIN – Kleinstadt - 1 Woche (5. November – 11. November) - Haze – Die Zwielicht EP - 1 Woche (12. November – 18. November) - RAF Camora – Zukunft - 1 Woche (19. November – 25. November, insgesamt 5 Wochen) - Shirin David – Bitches brauchen Rap - 1 Woche (26. November – 2. Dezember) - Badmómzjay – Badmómz. - 1 Woche (3. Dezember – 9. Dezember) - Casper – XOXO - 1 Woche (10. Dezember – 16. Dezember, insgesamt 2 Wochen) - Juice WRLD – Fighting Demons - 1 Woche (17. Dezember – 23. Dezember) - Bushido – Sonny Black II - 1 Woche (24. Dezember – 30. Dezember) - Antilopen Gang – Antilopen Geldwäsche Sampler 1 - 1 Woche (31. Dezember 2021 – 6. Januar 2022) |
| 2022 | 2023 |
| - Antilopen Gang – Antilopen Geldwäsche Sampler 1 - 1 Woche (31. Dezember 2021 – 6. Januar 2022) - T-Low – Everythings Purple - 1 Woche (7. Januar – 13. Januar) - OG Keemo – Mann beißt Hund - 1 Woche (14. Januar – 20. Januar, insgesamt 2 Wochen) - Gzuz – Große Freiheit - 1 Woche (21. Januar – 27. Januar, insgesamt 2 Wochen) - KC Rebell – Rebell Army - 1 Woche (28. Januar – 3. Februar) - Frank White & Sultan Hengzt – Cancel Culture Nightmare - 1 Woche (4. Februar – 10. Februar) - Gzuz – Große Freiheit - 1 Woche (11. Februar – 17. Februar, insgesamt 2 Wochen) - Katja Krasavice – Pussy Power - 1 Woche (18. Februar – 24. Februar) - Finch – Rummelbums - 1 Woche (25. Februar – 3. März) - Casper – Alles war schön und nichts tat weh - 2 Wochen (4. März – 17. März) - Audio88 & Yassin & Torky Tork – Back im Game, Vol. 1 - 1 Woche (18. März – 24. März) - Edo Saiya – Polar - 1 Woche (25. März – 31. März) - Alligatoah – Rotz & Wasser - 3 Wochen (1. April – 21. April) - Cro – tru. - 1 Woche (22. April – 28. April, insgesamt 2 Wochen) - Sun Diego – Yellow Bar Mitzvah - 1 Woche (29. April – 5. Mai) - Reezy – Loyalty over Love - 1 Woche (6. Mai – 12. Mai) - Ruhrpott AG – P.O.T.T.E.N.T.I.A.L. - 1 Woche (13. Mai – 19. Mai) - Kendrick Lamar – Mr. Morale & the Big Steppers - 1 Woche (20. Mai – 26. Mai) - T-Low – Percocet Party - 1 Woche (27. Mai – 2. Juni) - LX – Wazabi - 1 Woche (3. Juni – 9. Juni) - Olexesh – Bratan - 1 Woche (10. Juni – 16. Juni) - BTS – Proof - 2 Wochen (17. Juni – 30. Juni, insgesamt 3 Wochen) - OG Keemo – Mann beißt Hund - 1 Woche (1. Juli – 7. Juli, insgesamt 2 Wochen) - Kamp & Fid Mella – 2urück 0hne 2unkunft - 1 Woche (8. Juli – 14. Juli) - Cro – Raop - 1 Woche (15. Juli – 21. Juli) - Capital Bra & Farid Bang – Deutschrap brandneu - 1 Woche (22. Juli – 28. Juli) - BTS – Proof - 1 Woche (29. Juli – 4. August, insgesamt 3 Wochen) - Beyazz – Get Numb with Me - 1 Woche (5. August – 11. August) - Kollegah – Free Spirit - 1 Woche (12. August – 18. August) - Cro – 11:11 - 2 Wochen (19. August – 1. September) - Kontra K – Für den Himmel durch die Hölle - 1 Woche (2. September – 8. September) - Asche – Sie nannten ihn Knochenbrecher - 1 Woche (9. September – 15. September) - Bonez MC & RAF Camora – Palmen aus Plastik 3 - 1 Woche (16. September – 22. September, insgesamt 2 Wochen) - Azet & Zuna – Ultra Plus - 1 Woche (23. September – 29. September) - Genetikk – Outtathisworld – Radio Show Vol. 2 - 1 Woche (30. September – 6. Oktober) - Luciano – Majestic - 4 Wochen (7. Oktober – 3. November, insgesamt 5 Wochen) - Disarstar – Rolex für alle - 1 Woche (4. November – 10. November) - 21 Savage & Drake – Her Loss - 2 Wochen (11. November – 24. November) - 1986zig – Zweite Chance - 1 Woche (25. November – 1. Dezember) - Luciano – Majestic - 1 Woche (2. Dezember – 8. Dezember, insgesamt 5 Wochen) - Yung Hurn – Crazy Horse Club Mixtape, Vol. 1 - 1 Woche (9. Dezember – 15. Dezember) - Sido – Paul - 1 Woche (16. Dezember – 22. Dezember, insgesamt 5 Wochen) - Bonez MC & RAF Camora – Palmen aus Plastik 3 - 1 Woche (23. Dezember – 29. Dezember, insgesamt 2 Wochen) - Sido – Paul - 4 Wochen (30. Dezember 2022 – 26. Januar 2023, insgesamt 5 Wochen) | - Sido – Paul - 4 Wochen (30. Dezember 2022 – 26. Januar 2023, insgesamt 5 Wochen) - Edo Saiya – Days After - 1 Woche (27. Januar – 2. Februar) - Lune – Lune - 1 Woche (3. Februar – 9. Februar) - Prinz Pi – ADHS - 1 Woche (10. Februar – 16. Februar) - Fettes Brot – Hitstory - 1 Woche (17. Februar – 23. Februar) - LX – Clouds - 1 Woche (24. Februar – 2. März) - Nina Chuba – Glas - 1 Woche (3. März – 9. März, insgesamt 4 Wochen) - Ufo361 – Love My Life - 1 Woche (10. März – 16. März) - Nina Chuba – Glas - 1 Woche (17. März – 23. März, insgesamt 4 Wochen) - Trettmann – Insomnia - 1 Woche (24. März – 30. März) - Sierra Kidd – Made in Pain - 1 Woche (31. März – 6. April) - AK Ausserkontrolle – Blackout - 1 Woche (7. April – 13. April) - NF – Hope - 1 Woche (14. April – 20. April) - Nina Chuba – Glas - 1 Woche (21. April – 27. April, insgesamt 4 Wochen) - Finch – Dorfdisko zwei - 1 Woche (28. April – 4. Mai, insgesamt 2 Wochen) - Gzuz & Bonez MC – High & hungrig 3 - 2 Wochen (5. Mai – 18. Mai) - Reezy – Mr. Misunderstood - 1 Woche (19. Mai – 25. Mai) - HoodBlaq – Haraga - 1 Woche (26. Mai – 1. Juni) - Peter Fox – Love Songs - 2 Wochen (2. Juni – 15. Juni, insgesamt 3 Wochen) - Apache 207 – Gartenstadt - 1 Woche (16. Juni – 22. Juni, insgesamt 5 Wochen) - Montez – Liebe in Gefahr - 1 Woche (23. Juni – 29. Juni) - RAF Camora – XV - 1 Woche (30. Juni – 6. Juli, insgesamt 2 Wochen) - T-Low – Drug Related Lifestyle - 1 Woche (7. Juli – 13. Juli) - Kollegah – La Deutsche Vita - 1 Woche (14. Juli – 20. Juli) - Peter Fox – Love Songs - 1 Woche (21. Juli – 27. Juli, insgesamt 3 Wochen) - Apache 207 – Gartenstadt - 1 Woche (28. Juli – 3. August, insgesamt 5 Wochen) - Travis Scott – Utopia - 2 Wochen (4. August – 17. August, insgesamt 3 Wochen) - Samy Deluxe – Hochkultur 2 - 1 Woche (18. August – 24. August) - Apache 207 – Gartenstadt - 1 Woche (25. August – 31. August, insgesamt 5 Wochen) - Ayliva – Schwarzes Herz - 1 Wochen (1. September – 7. September, insgesamt 8 Wochen) - Katja Krasavice – Ein Herz für Bitches - 1 Woche (8. September – 14. September) - RAF Camora – XV - 1 Woche (15. September – 21. September, insgesamt 2 Wochen) - O’Bros – Underrated - 1 Woche (22. September – 28. September) - Ayliva – Schwarzes Herz - 3 Wochen (29. September – 19. Oktober, insgesamt 8 Wochen) - Ski Aggu – Denk mal drüber nach… - 1 Woche (20. Oktober – 26. Oktober) - Ayliva – Schwarzes Herz - 1 Woche (27. Oktober – 2. November, insgesamt 8 Wochen) - Farid Bang – Asphalt Massaka 4 - 1 Woche (3. November – 9. November) - 01099 – Blaue Stunden - 1 Woche (10. November – 16. November) - Kontra K – Die Hoffnung klaut mir niemand - 2 Wochen (17. November – 30. November, insgesamt 5 Wochen) - Casper – Nur Liebe, immer. - 1 Woche (1. Dezember – 7. Dezember) - Kontra K – Die Hoffnung klaut mir niemand - 1 Woche (8. Dezember – 14. Dezember, insgesamt 5 Wochen) - King Orgasmus One – I Luv Money - 1 Woche (15. Dezember – 21. Dezember) - Cro – Easy - 1 Woche (22. Dezember – 28. Dezember) - Ayliva – Schwarzes Herz - 2 Wochen (29. Dezember 2023 – 11. Januar 2024, insgesamt 8 Wochen) |
| 2024 | 2025 |
| - Ayliva – Schwarzes Herz - 2 Wochen (29. Dezember 2023 – 11. Januar 2024, insgesamt 8 Wochen) - OG Keemo – Fieber - 1 Woche (12. Januar – 18. Januar) - Jazeek – Ninetynine - 1 Woche (19. Januar – 25. Januar) - Disarstar & Jugglerz – Overdose - 1 Woche (26. Januar – 1. Februar) - Ayliva – Schwarzes Herz - 1 Woche (2. Februar – 8. Februar, insgesamt 8 Wochen) - Vega – Wieso sie Stürme nach Menschen benennen - 1 Woche (9. Februar – 15. Februar) - Luciano – Seductive - 1 Woche (16. Februar – 22. Februar, insgesamt 2 Wochen) - ¥$ (Kanye West & Ty Dolla Sign) – Vultures 1 - 1 Woche (23. Februar – 29. Februar) - Luciano – Seductive - 1 Woche (1. März – 7. März, insgesamt 2 Wochen) - Kontra K – Die Hoffnung klaut mir niemand - 1 Woche (8. März – 14. März, insgesamt 5 Wochen) - Badmómzjay – Don’t Trust Bitches - 1 Woche (15. März – 21. März) - Kontra K – Die Hoffnung klaut mir niemand - 1 Woche (22. März – 28. März, insgesamt 5 Wochen) - Future & Metro Boomin – We Don’t Trust You - 3 Wochen (29. März – 18. April) - Kolja Goldstein – Interpol - 1 Woche (19. April – 25. April) - Marsimoto – Keine Intelligenz - 1 Woche (26. April – 2. Mai) - Nina Chuba – Glas - 1 Woche (3. Mai – 9. Mai, insgesamt 4 Wochen) - Jan Delay – Forever Jan – 25 Jahre Jan Delay - 1 Woche (10. Mai – 16. Mai) - Travis Scott – Utopia - 1 Woche (17. Mai – 23. Mai, insgesamt 3 Wochen) - Asche – Lang lebe Asche - 1 Woche (24. Mai – 30. Mai) - Apache 207 – Gartenstadt - 1 Woche (31. Mai – 6. Juni, insgesamt 5 Wochen) - Bushido – König für immer - 1 Woche (7. Juni – 13. Juni) - Apache 207 – Gartenstadt - 1 Woche (14. Juni – 20. Juni, insgesamt 5 Wochen) - Pashanim – 2000 - 1 Woche (21. Juni – 27. Juni, insgesamt 4 Wochen) - K.I.Z – Görlitzer Park - 1 Woche (28. Juni – 4. Juli) - Azet & Dardan – Eurosport - 1 Woche (5. Juli – 11. Juli) - Pashanim – 2000 - 1 Woche (12. Juli – 18. Juli, insgesamt 4 Wochen) - Eminem – The Death of Slim Shady (Coup de Grâce) - 1 Woche (19. Juli – 25. Juli) - Kool Savas – Rap Genius - 1 Woche (26. Juli – 1. August) - Edo Saiya – Lieder vom Leben - 1 Woche (2. August – 8. August) - Kollegah – Still King - 1 Woche (9. August – 15. August) - Pashanim – 2000 - 1 Woche (16. August – 22. August, insgesamt 4 Wochen) - Herzog – Durch meine Venen - 1 Woche (23. August – 29. August) - Pashanim – 2000 - 1 Woche (30. August – 5. September, insgesamt 4 Wochen) - Ski Aggu – Wilmersdorfs Kind - 1 Woche (6. September – 12. September) - Curse – Unzerstörbarer Sommer - 1 Woche (13. September – 19. September) - 01099 – Kinder der Nacht - 1 Woche (20. September – 26. September) - Mehnersmoos – Neues von Mehnersmoos - 1 Woche (27. September – 3. Oktober) - Pashanim – Himmel über Berlin - 1 Woche (4. Oktober – 10. Oktober) - Die Fantastischen Vier – Long Player - 1 Woche (11. Oktober – 17. Oktober) - Montez – Pass auf mein Herz auf - 1 Woche (18. Oktober – 24. Oktober) - Pöbel MC – Dr. Pöbel - 1 Woche (25. Oktober – 31. Oktober) - Ufo361 – Nur für Dich 2 - 1 Woche (1. November – 7. November, insgesamt 2 Wochen) - Bonez MC – Gameboy - 2 Wochen (8. November – 21. November) - Ufo361 – Nur für Dich 2 - 1 Woche (22. November – 28. November, insgesamt 2 Wochen) - Kendrick Lamar – GNX - 1 Woche (29. November – 5. Dezember, insgesamt 2 Wochen) - Tream – Irgendwie, irgendwann - 1 Woche (6. Dezember – 12. Dezember) - Nina Chuba – Farbenblind - 1 Woche (13. Dezember – 19. Dezember) - Casper – Live in Bielefeld - 1 Woche (20. Dezember – 26. Dezember) - Trailerpark – Goldener Schluss (Live in Berlin) - 1 Woche (27. Dezember 2024 – 2. Januar 2025) | - Trailerpark – Goldener Schluss (Live in Berlin) - 1 Woche (27. Dezember 2024 – 2. Januar 2025) - Lacazette – LID - 1 Woche (3. Januar – 9. Januar) - Finch – Dorfdisko zwei - 1 Woche (10. Januar – 16. Januar, insgesamt 2 Wochen) - Döll – Weg vom Weg - 1 Woche (17. Januar – 23. Januar) - Apache 207 & Luciano – Gesegnet - 1 Woche (24. Januar – 30. Januar) - Central Cee – Can’t Rush Greatness - 1 Woche (31. Januar – 6. Februar) - The Weeknd – Hurry Up Tomorrow - 1 Woche (7. Februar – 13. Februar) - Finch – Schluss mit lustig - 1 Woche (14. Februar – 20. Februar) - Shirin David – Schlau aber blond - 1 Woche (21. Februar – 27. Februar) - Kendrick Lamar – GNX - 1 Woche (28. Februar – 6. März, insgesamt 2 Wochen) - Ritter Lean – Stell dir vor - 1 Woche (7. März – 13. März) - Fler & Saad – 5 - 1 Woche (14. März – 20. März) - Playboi Carti – Music - 2 Wochen (21. März – 3. April) - Jazeek – Most Valuable Playa - 5 Wochen (4. April – 8. Mai) - Pashanim – Grünewürfelflow - 5 Wochen (9. Mai – 12. Juni, insgesamt 6 Wochen) - Little Simz – Lotus - 1 Woche (13. Juni – 19. Juni) - Souly – Traence - 1 Woche (20. Juni – 26. Juni) - Tiefbasskommando – Vol. 5 - 1 Woche (27. Juni – 3. Juli) - Pashanim – Grünewürfelflow - 1 Woche (4. Juli – 10. Juli, insgesamt 6 Wochen) - Montez – Sommerregen - 1 Woche (11. Juli – 17. Juli) - Samra – Kareem - 1 Woche (18. Juli – 24. Juli) - Bonez MC & LX – Dumm aber doppelt - 1 Woche (25. Juli – 31. Juli) - Gzuz – Scherbenhaus - … Wochen (seit dem 1. August) |

## Künstler mit den meisten Nummer-eins-Alben
Diese Liste beinhaltet alle Künstler nach Anzahl ihrer Nummer-eins-Alben absteigend, die sich mit mindestens drei Alben an der Spitze der Hip-Hop Top 20 platzieren konnten, sowie eine detaillierte Auflistung aller Alben von Künstlern mit mindestens fünf Nummer-eins-Erfolgen in chronologischer Reihenfolge. Bei gleicher Albumanzahl sind die Künstler alphabetisch aufgeführt.
- 11:  Kollegah
- 10:  Fler / Frank White
- 09:  Bonez MC und  Ufo361
- 08:  Kontra K und  RAF Camora
- 07:  Capital Bra und  Luciano
- 06:  Bushido,  Casper,  Cro,   Farid Bang,  Genetikk,  Gzuz,  KC Rebell und  Sido
- 05:  Azet,  LX,  Marteria/Marsimoto,   Olexesh,  Edo Saiya,  Kool Savas und   Summer Cem
- 04:  18 Karat,  AK Ausserkontrolle,  Apache 207,  Eminem,  Katja Krasavice,  Kurdo,  PA Sports,  Samra und  Yassin
- 03:  Asche,  Audio88,  Alligatoah,   B-Tight,  Drake,  Finch,   Haze,  Kianush,  Kendrick Lamar,  Majoe,  Montez,  OG Keemo,   Pashanim,  Prinz Pi,  Shindy,  Shirin David,  T-Low,   Xatar und   Zuna

### Kollegah
| Jahr | Titel                        | Verweildauer | Zeitraum                                                       | Anmerkungen    | Bild |
| ---- | ---------------------------- | ------------ | -------------------------------------------------------------- | -------------- | ---- |
| 2015 | Zuhältertape Vol. 4          | 4 Wochen     | 18. Dezember 2015 – 14. Januar 2016                            |                |      |
| 2016 | Imperator                    | 2 Wochen     | 16. Dezember – 22. Dezember 30. Dezember 2016 – 5. Januar 2017 |                |      |
| 2017 | Jung, brutal, gutaussehend 3 | 3 Wochen     | 8. Dezember – 21. Dezember 26. Januar 2018 – 1. Februar        | mit Farid Bang |      |
| 2018 | Platin war gestern           | 1 Woche      | 17. August – 23. August                                        | mit Farid Bang |      |
| 2018 | Monument                     | 1 Woche      | 14. Dezember – 20. Dezember                                    |                |      |
| 2019 | Alphagene II                 | 1 Woche      | 20. Dezember – 26. Dezember                                    |                |      |
| 2021 | Natural Born Killas          | 1 Woche      | 29. Januar – 4. Februar                                        | mit Asche      |      |
| 2021 | Zuhältertape, Vol. 5         | 1 Woche      | 15. Oktober – 21. Oktober                                      |                |      |
| 2022 | Free Spirit                  | 1 Woche      | 12. August – 18. August                                        |                |      |
| 2023 | La Deutsche Vita             | 1 Woche      | 14. Juli – 20. Juli                                            |                |      |
| 2024 | Still King                   | 1 Woche      | 9. August – 15. August                                         |                |      |

### Fler / Frank White
| Jahr | Titel                          | Verweildauer | Zeitraum                      | Anmerkungen                       | Bild |
| ---- | ------------------------------ | ------------ | ----------------------------- | --------------------------------- | ---- |
| 2015 | Weil die Straße nicht vergisst | 1 Woche      | 18. September – 24. September | als Frank White                   |      |
| 2015 | Der Staat gegen Patrick Decker | 1 Woche      | 11. Dezember – 17. Dezember   |                                   |      |
| 2016 | Vibe                           | 1 Woche      | 9. September – 15. September  |                                   |      |
| 2017 | Epic                           | 1 Woche      | 7. Juli – 13. Juli            | mit Jalil                         |      |
| 2018 | Flizzy                         | 1 Woche      | 30. März – 5. April           |                                   |      |
| 2019 | Colucci                        | 1 Woche      | 5. April – 11. April          |                                   |      |
| 2020 | Atlantis                       | 1 Woche      | 3. April – 9. April           |                                   |      |
| 2021 | Widder                         | 1 Woche      | 2. April – 8. April           |                                   |      |
| 2022 | Cancel Culture Nightmare       | 1 Woche      | 4. Februar – 10. Februar      | als Frank White mit Sultan Hengzt |      |
| 2025 | 5                              | 1 Woche      | 14. März – 20. März           | mit Saad                          |      |

### Bonez MC
| Jahr | Titel                | Verweildauer | Zeitraum | Anmerkungen    | Bild |
| ---- | -------------------- | ------------ | --- | -------------- | ---- |
| 2016 | High & hungrig 2     | 5 Wochen     | 3. Juni – 9. Juni 24. Juni – 7. Juli 5. August – 18. August                                                                                      | mit Gzuz       |      |
| 2016 | Palmen aus Plastik   | 5 Wochen     | 16. September – 22. September 30. September – 6. Oktober 21. Oktober – 27. Oktober 23. Dezember – 29. Dezember 6. Januar 2017 – 12. Januar 2017  | mit RAF Camora |      |
| 2018 | Palmen aus Plastik 2 | 9 Wochen     | 12. Oktober – 25. Oktober 2. November – 8. November 23. November – 29. November 28. Dezember 2018 – 24. Januar 2019 8. März 2019 – 14. März 2019 | mit RAF Camora |      |
| 2020 | Hollywood            | 2 Wochen     | 18. September – 24. September 30. Oktober – 5. November                                                                                          |                |      |
| 2020 | Hollywood Uncut      | 3 Wochen     | 6. November – 26. November |                |      |
| 2022 | Palmen aus Plastik 3 | 2 Wochen     | 16. September – 22. September 23. Dezember – 29. Dezember                                                                                        | mit RAF Camora |      |
| 2023 | High & hungrig 3     | 2 Wochen     | 5. Mai – 18. Mai | mit Gzuz       |      |
| 2024 | Gameboy              | 2 Wochen     | 8. November – 21. November |                |      |
| 2025 | Dumm aber doppelt    | 1 Woche      | 24. Juli – 31. Juli | mit LX         |      |

### Ufo361
| Jahr | Titel              | Verweildauer | Zeitraum                                              | Anmerkungen  | Bild |
| ---- | ------------------ | ------------ | ----------------------------------------------------- | ------------ | ---- |
| 2018 | 808                | 1 Woche      | 20. April – 26. April                                 |              |      |
| 2018 | VVS                | 2 Wochen     | 24. August – 6. September                             |              |      |
| 2019 | Wave               | 2 Wochen     | 16. August – 22. August 30. August – 5. September     |              |      |
| 2020 | Rich Rich          | 2 Wochen     | 1. Mai – 14. Mai                                      |              |      |
| 2020 | Nur für Dich       | 1 Woche      | 9. Oktober – 15. Oktober                              | mit Sonus030 |      |
| 2021 | Stay High          | 1 Woche      | 6. Mai – 13. Mai                                      |              |      |
| 2021 | Destroy All Copies | 1 Woche      | 10. September – 16. September                         |              |      |
| 2023 | Love My Life       | 1 Woche      | 10. März – 16. März                                   |              |      |
| 2024 | Nur für Dich 2     | 2 Wochen     | 1. November – 7. November 22. November – 28. November |              |      |

### Kontra K
| Jahr | Titel                                  | Verweildauer | Zeitraum | Anmerkungen | Bild |
| ---- | -------------------------------------- | ------------ | --- | ----------- | ---- |
| 2016 | Labyrinth                              | 1 Woche      | 27. Mai – 2. Juni                                                                                                 |             |      |
| 2017 | Gute Nacht                             | 1 Woche      | 5. Mai – 11. Mai                                                                                                  |             |      |
| 2018 | Erde & Knochen                         | 2 Wochen     | 18. Mai – 31. Mai                                                                                                 |             |      |
| 2019 | Sie wollten Wasser doch kriegen Benzin | 2 Wochen     | 31. Mai – 6. Juni 14. Juni – 20. Juni                                                                             |             |      |
| 2020 | Vollmond                               | 2 Wochen     | 2. Oktober – 8. Oktober 16. Oktober – 22. Oktober                                                                 |             |      |
| 2021 | Aus dem Licht in den Schatten zurück   | 1 Woche      | 28. Mai – 3. Juni                                                                                                 |             |      |
| 2022 | Für den Himmel durch die Hölle         | 1 Woche      | 2. September – 8. September                                                                                       |             |      |
| 2023 | Die Hoffnung klaut mir niemand         | 5 Wochen     | 17. November – 30. November 8. Dezember – 14. Dezember 8. März 2024 – 14. März 2024 22. März 2024 – 28. März 2024 |             |      |

### RAF Camora
| Jahr | Titel                | Verweildauer | Zeitraum | Anmerkungen  | Bild |
| ---- | -------------------- | ------------ | --- | ------------ | ---- |
| 2016 | Ghøst                | 1 Woche      | 22. April – 28. April |              |      |
| 2016 | Palmen aus Plastik   | 5 Wochen     | 16. September – 22. September 30. September – 6. Oktober 21. Oktober – 27. Oktober 23. Dezember – 29. Dezember 6. Januar 2017 – 12. Januar 2017  | mit Bonez MC |      |
| 2017 | Anthrazit            | 1 Woche      | 1. September – 7. September |              |      |
| 2018 | Palmen aus Plastik 2 | 9 Wochen     | 12. Oktober – 25. Oktober 2. November – 8. November 23. November – 29. November 28. Dezember 2018 – 24. Januar 2019 8. März 2019 – 14. März 2019 | mit Bonez MC |      |
| 2019 | Zenit                | 2 Wochen     | 8. November – 14. November 17. Januar 2020 – 23. Januar 2020                                                                                     |              |      |
| 2021 | Zukunft              | 5 Wochen     | 23. Juli – 29. Juli 6. August – 12. August 8. Oktober – 14. Oktober 29. Oktober – 4. November 19. November – 25. November                        |              |      |
| 2022 | Palmen aus Plastik 3 | 2 Wochen     | 16. September – 22. September 23. Dezember – 29. Dezember                                                                                        | mit Bonez MC |      |
| 2023 | XV                   | 2 Wochen     | 30. Juni – 6. Juli 15. September – 21. September                                                                                                 |              |      |

### Capital Bra
| Jahr | Titel               | Verweildauer | Zeitraum                                                | Anmerkungen    | Bild |
| ---- | ------------------- | ------------ | ------------------------------------------------------- | -------------- | ---- |
| 2017 | Makarov Komplex     | 1 Woche      | 10. Februar – 16. Februar                               |                |      |
| 2018 | Berlin lebt         | 3 Wochen     | 29. Juni – 5. Juli 13. Juli – 26. Juli                  |                |      |
| 2018 | Allein              | 1 Woche      | 9. November – 16. November                              |                |      |
| 2019 | CB6                 | 4 Wochen     | 19. April – 25. April 3. Mai – 9. Mai 17. Mai – 30. Mai |                |      |
| 2019 | Berlin lebt 2       | 2 Wochen     | 11. Oktober – 17. Oktober 25. Oktober – 31. Oktober     | mit Samra      |      |
| 2020 | CB7                 | 1 Woche      | 25. September – 1. Oktober                              |                |      |
| 2022 | Deutschrap brandneu | 1 Woche      | 22. Juli – 28. Juli                                     | mit Farid Bang |      |

### Luciano
| Jahr | Titel     | Verweildauer | Zeitraum                                           | Anmerkungen    | Bild |
| ---- | --------- | ------------ | -------------------------------------------------- | -------------- | ---- |
| 2017 | Eiskalt   | 1 Woche      | 24. November – 30. November                        |                |      |
| 2018 | L.O.C.O.  | 1 Woche      | 30. November – 6. Dezember                         |                |      |
| 2019 | Millies   | 1 Woche      | 6. September – 12. September                       |                |      |
| 2021 | Aqua      | 1 Woche      | 9. Juli – 15. Juli                                 |                |      |
| 2022 | Majestic  | 5 Wochen     | 7. Oktober – 3. November 2. Dezember – 8. Dezember |                |      |
| 2024 | Seductive | 2 Wochen     | 16. Februar – 22. Februar 1. März – 7. März        |                |      |
| 2025 | Gesegnet  | 1 Woche      | 24. Januar – 30. Januar                            | mit Apache 207 |      |

### Bushido
| Jahr | Titel                 | Verweildauer | Zeitraum                           | Anmerkungen | Bild |
| ---- | --------------------- | ------------ | ---------------------------------- | ----------- | ---- |
| 2015 | Cla$$ic               | 2 Wochen     | 13. November – 26. November        | mit Shindy  |      |
| 2017 | Black Friday          | 1 Woche      | 16. Juni – 22. Juni                |             |      |
| 2018 | Mythos                | 1 Woche      | 5. Oktober – 11. Oktober           |             |      |
| 2019 | Carlo Cokxxx Nutten 4 | 1 Woche      | 27. Dezember 2019 – 2. Januar 2020 | mit Animus  |      |
| 2021 | Sonny Black II        | 1 Woche      | 24. Dezember – 30. Dezember        |             |      |
| 2024 | König für immer       | 1 Woche      | 7. Juni – 13. Juni                 |             |      |

### Casper
| Jahr | Titel                              | Verweildauer | Zeitraum                                        | Anmerkungen  | Bild |
| ---- | ---------------------------------- | ------------ | ----------------------------------------------- | ------------ | ---- |
| 2017 | Lang lebe der Tod                  | 1 Woche      | 8. September – 14. September                    |              |      |
| 2018 | 1982                               | 1 Woche      | 7. September – 13. September                    | mit Marteria |      |
| 2021 | XOXO                               | 2 Wochen     | 16. Juli – 22. Juli 10. Dezember – 16. Dezember |              |      |
| 2022 | Alles war schön und nichts tat weh | 2 Wochen     | 4. März – 17. März                              |              |      |
| 2023 | Nur Liebe, immer.                  | 1 Woche      | 1. Dezember – 7. Dezember                       |              |      |
| 2024 | Live in Bielefeld                  | 1 Woche      | 20. Dezember – 26. Dezember                     |              |      |

### Cro
| Jahr | Titel              | Verweildauer | Zeitraum                                                      | Anmerkungen | Bild |
| ---- | ------------------ | ------------ | ------------------------------------------------------------- | ----------- | ---- |
| 2015 | MTV Unplugged: Cro | 6 Wochen     | 10. Juli – 16. Juli 24. Juli – 27. August                     |             |      |
| 2017 | Tru.               | 2 Wochen     | 15. September – 21. September 22. April 2022 – 28. April 2022 |             |      |
| 2021 | Trip               | 1 Woche      | 13. August – 19. August                                       |             |      |
| 2022 | Raop               | 1 Woche      | 15. Juli – 21. Juli                                           |             |      |
| 2022 | 11:11              | 2 Wochen     | 19. August – 1. September                                     |             |      |
| 2023 | Easy               | 1 Woche      | 22. Dezember – 28. Dezember                                   |             |      |

### Farid Bang
| Jahr | Titel                        | Verweildauer | Zeitraum                                                | Anmerkungen     | Bild |
| ---- | ---------------------------- | ------------ | ------------------------------------------------------- | --------------- | ---- |
| 2015 | Asphalt Massaka 3            | 2 Wochen     | 6. April – 12. April 20. April – 26. April              |                 |      |
| 2017 | Jung, brutal, gutaussehend 3 | 3 Wochen     | 8. Dezember – 21. Dezember 26. Januar 2018 – 1. Februar | mit Kollegah    |      |
| 2018 | Platin war gestern           | 1 Woche      | 17. August – 23. August                                 | mit Kollegah    |      |
| 2021 | Asozialer Marokkaner         | 1 Woche      | 30. Juli – 5. August                                    |                 |      |
| 2022 | Deutschrap brandneu          | 1 Woche      | 22. Juli – 28. Juli                                     | mit Capital Bra |      |
| 2023 | Asphalt Massaka 4            | 1 Woche      | 3. November – 9. November                               |                 |      |

### Genetikk
| Jahr | Titel                              | Verweildauer | Zeitraum                   | Anmerkungen | Bild |
| ---- | ---------------------------------- | ------------ | -------------------------- | ----------- | ---- |
| 2015 | Achter Tag                         | 2 Wochen     | 15. Mai – 28. Mai          |             |      |
| 2016 | FUKK GENETIKK                      | 1 Woche      | 9. Dezember – 15. Dezember |             |      |
| 2018 | Y.A.L.A                            | 1 Woche      | 26. Oktober – 1. November  |             |      |
| 2019 | Outtathisworld – Radio Show Vol. 1 | 1 Woche      | 6. Dezember – 12. Dezember |             |      |
| 2021 | MDNA                               | 1 Woche      | 20. August – 26. August    |             |      |
| 2022 | Outtathisworld – Radio Show Vol. 2 | 1 Woche      | 30. September – 6. Oktober |             |      |

### Gzuz
| Jahr | Titel            | Verweildauer | Zeitraum                                                    | Anmerkungen  | Bild |
| ---- | ---------------- | ------------ | ----------------------------------------------------------- | ------------ | ---- |
| 2016 | High & hungrig 2 | 5 Wochen     | 3. Juni – 9. Juni 24. Juni – 7. Juli 5. August – 18. August | mit Bonez MC |      |
| 2018 | Wolke 7          | 4 Wochen     | 1. Juni – 28. Juni                                          |              |      |
| 2020 | Gzuz             | 3 Wochen     | 21. Februar – 12. März                                      |              |      |
| 2022 | Große Freiheit   | 2 Woche,     | 21. Januar – 27. Januar 11. Februar – 17. Februar           |              |      |
| 2023 | High & hungrig 3 | 2 Wochen     | 5. Mai – 18. Mai                                            | mit Bonez MC |      |
| 2025 | Scherbenhaus     | 1 Woche      | 1. August – 7. August                                       |              |      |

### KC Rebell
| Jahr | Titel        | Verweildauer | Zeitraum                              | Anmerkungen    | Bild |
| ---- | ------------ | ------------ | ------------------------------------- | -------------- | ---- |
| 2015 | Fata Morgana | 2 Wochen     | 19. Juni – 25. Juni 3. Juli – 9. Juli |                |      |
| 2016 | Abstand      | 1 Woche      | 2. Dezember – 8. Dezember             |                |      |
| 2017 | Maximum      | 1 Woche      | 23. Juni – 29. Juni                   | mit Summer Cem |      |
| 2019 | Hasso        | 1 Woche      | 26. April – 2. Mai                    |                |      |
| 2020 | Maximum III  | 1 Woche      | 23. Oktober – 29. Oktober             | mit Summer Cem |      |
| 2022 | Rebell Army  | 1 Woche      | 28. Januar – 3. Februar               |                |      |

### Sido
| Jahr | Titel               | Verweildauer | Zeitraum | Anmerkungen    | Bild |
| ---- | ------------------- | ------------ | --- | -------------- | ---- |
| 2015 | VI                  | 5 Wochen     | 11. September – 17. September 25. September – 1. Oktober 9. Oktober – 15. Oktober 30. Oktober – 12. November |                |      |
| 2016 | Das goldene Album   | 1 Woche      | 25. November – 1. Dezember                                                                                   |                |      |
| 2017 | Royal Bunker        | 2 Wochen     | 6. Oktober – 19. Oktober                                                                                     | mit Kool Savas |      |
| 2018 | Kronjuwelen         | 1 Woche      | 21. Dezember – 27. Dezember                                                                                  |                |      |
| 2019 | Ich und keine Maske | 1 Woche      | 4. Oktober – 10. Oktober                                                                                     |                |      |
| 2022 | Paul                | 5 Wochen     | 16. Dezember – 22. Dezember 30. Dezember 2022 – 26. Januar 2023                                              |                |      |

### Azet
| Jahr | Titel      | Verweildauer | Zeitraum                      | Anmerkungen | Bild |
| ---- | ---------- | ------------ | ----------------------------- | ----------- | ---- |
| 2018 | Fast Life  | 2 Wochen     | 6. April – 19. April          |             |      |
| 2019 | Super Plus | 1 Woche      | 15. März – 21. März           | mit Zuna    |      |
| 2021 | Neue Welt  | 1 Woche      | 18. Juni – 24. Juni           |             |      |
| 2022 | Ultra Plus | 1 Woche      | 23. September – 29. September | mit Zuna    |      |
| 2024 | Eurosport  | 1 Woche      | 5. Juli – 11. Juli            | mit Dardan  |      |

### LX
| Jahr | Titel             | Verweildauer | Zeitraum                | Anmerkungen  | Bild |
| ---- | ----------------- | ------------ | ----------------------- | ------------ | ---- |
| 2019 | Obststand 2       | 2 Wochen     | 5. Juli – 18. Juli      | mit Maxwell  |      |
| 2021 | Inhale/Exhale     | 1 Woche      | 22. Januar – 28. Januar |              |      |
| 2022 | Wazabi            | 1 Woche      | 3. Juni – 9. Juni       |              |      |
| 2023 | Clouds            | 1 Woche      | 24. Februar – 2. März   |              |      |
| 2025 | Dumm aber doppelt | 1 Woche      | 24. Juli – 31. Juli     | mit Bonez MC |      |

### Marteria / Marsimoto
| Jahr | Titel             | Verweildauer | Zeitraum                     | Anmerkungen             | Bild |
| ---- | ----------------- | ------------ | ---------------------------- | ----------------------- | ---- |
| 2017 | Roswell           | 1 Woche      | 2. Juni – 8. Juni            | als Marteria            |      |
| 2018 | Verde             | 1 Woche      | 4. Mai – 10. Mai             | als Marsimoto           |      |
| 2018 | 1982              | 1 Woche      | 7. September – 13. September | als Marteria mit Casper |      |
| 2021 | 5. Dimension      | 1 Woche      | 22. Oktober – 28. Oktober    | als Marteria            |      |
| 2024 | Keine Intelligenz | 1 Woche      | 26. April – 2. Mai           | als Marsimoto           |      |

### Olexesh
| Jahr | Titel                | Verweildauer | Zeitraum                   | Anmerkungen | Bild |
| ---- | -------------------- | ------------ | -------------------------- | ----------- | ---- |
| 2015 | Straßencocktail      | 1 Woche      | 2. Oktober – 8. Oktober    |             |      |
| 2016 | Makadam              | 1 Woche      | 28. Oktober – 3. Oktober   |             |      |
| 2018 | Rolexesh             | 1 Woche      | 9. März – 15. März         |             |      |
| 2018 | Authentic Athletic 2 | 1 Woche      | 7. Dezember – 13. Dezember |             |      |
| 2022 | Bratan               | 1 Woche      | 10. Juni – 16. Juni        |             |      |

### Edo Saiya
| Jahr | Titel            | Verweildauer | Zeitraum                     | Anmerkungen | Bild |
| ---- | ---------------- | ------------ | ---------------------------- | ----------- | ---- |
| 2020 | Lunar            | 1 Woche      | 4. September – 10. September |             |      |
| 2021 | x6               | 1 Woche      | 23. April – 29. April        |             |      |
| 2022 | Polar            | 1 Woche      | 25. März – 31. März          |             |      |
| 2023 | Days After       | 1 Woche      | 27. Januar – 2. Februar      |             |      |
| 2024 | Lieder vom Leben | 1 Woche      | 2. August – 8. August        |             |      |

### Kool Savas
| Jahr | Titel        | Verweildauer | Zeitraum                   | Anmerkungen | Bild |
| ---- | ------------ | ------------ | -------------------------- | ----------- | ---- |
| 2016 | Essahdamus   | 1 Woche      | 4. November – 10. November |             |      |
| 2017 | Royal Bunker | 2 Wochen     | 6. Oktober – 19. Oktober   | mit Sido    |      |
| 2019 | KKS          | 2 Wochen     | 15. Februar – 28. Februar  |             |      |
| 2021 | Aghori       | 1 Woche      | 26. Februar – 4. März      |             |      |
| 2024 | Rap Genius   | 1 Woche      | 26. Juli – 1. August       |             |      |

### Summer Cem
| Jahr | Titel         | Verweildauer | Zeitraum                    | Anmerkungen   | Bild |
| ---- | ------------- | ------------ | --------------------------- | ------------- | ---- |
| 2016 | Cemesis       | 1 Woche      | 29. Januar – 4. Februar     |               |      |
| 2017 | Maximum       | 1 Woche      | 23. Juni – 29. Juni         | mit KC Rebell |      |
| 2018 | Endstufe      | 1 Woche      | 3. August – 9. August       |               |      |
| 2019 | Nur noch nice | 1 Woche      | 15. November – 21. November |               |      |
| 2020 | Maximum III   | 1 Woche      | 23. Oktober – 29. Oktober   | mit KC Rebell |      |

## „Dauerbrenner“ nach Alben
Diese Liste beinhaltet alle Alben – in chronologischer Reihenfolge nach ihrer Verweildauer absteigend – die mindestens vier Wochen an der Chartspitze der Hip-Hop Top 20 standen:
| Jahr | Titel                          | Interpret                                    | Verweildauer | Zeitraum |
| ---- | ------------------------------ | -------------------------------------------- | ------------ | --- |
| 2018 | Palmen aus Plastik 2           | Bonez MC & RAF Camora                        | 9 Wochen     | 12. Oktober – 25. Oktober 2. November – 8. November 23. November – 29. November 28. Dezember 2018 – 24. Januar 2019 8. März 2019 – 14. März 2019                               |
| 2019 | Platte                         | Apache 207                                   | 8 Wochen     | 1. November – 7. November 22. November – 28. November 3. Januar 2020 – 16. Januar 2020 17. April 2020 – 23. April 2020 22. Mai 2020 – 4. Juni 2020 3. Juli 2020 – 9. Juli 2020 |
| 2023 | Schwarzes Herz                 | Ayliva                                       | 8 Wochen     | 1. September – 7. September 29. September – 19. Oktober 27. Oktober – 2. November 29. Dezember 2023 – 11. Januar 2024 2. Februar 2024 – 8. Februar 2024                        |
| 2015 | MTV Unplugged                  | Cro                                          | 6 Wochen     | 10. Juli – 16. Juli 24. Juli – 27. August |
| 2025 | Grünewürfelflow                | Pashanim                                     | 6 Wochen     | 9. Mai – 12. Juni 4. Juli – 10. Juli |
| 2015 | VI                             | Sido                                         | 5 Wochen     | 11. September – 17. September 25. September – 1. Oktober 9. Oktober – 15. Oktober 30. Oktober – 12. November                                                                   |
| 2016 | High & hungrig 2               | Gzuz & Bonez MC                              | 5 Wochen     | 3. Juni – 9. Juni 24. Juni – 7. Juli 5. August – 18. August |
| 2016 | Palmen aus Plastik             | Bonez MC & RAF Camora                        | 5 Wochen     | 16. September – 22. September 30. September – 6. Oktober 21. Oktober – 27. Oktober 23. Dezember – 29. Dezember 6. Januar 2017 – 12. Januar 2017                                |
| 2017 | Revival                        | Eminem                                       | 5 Wochen     | 22. Dezember 2017 – 18. Januar 2018 16. Februar 2018 – 22. Februar 2018 |
| 2021 | Zukunft                        | RAF Camora                                   | 5 Wochen     | 23. Juli – 29. Juli 6. August – 12. August 8. Oktober – 14. Oktober 29. Oktober – 4. November 19. November – 25. November                                                      |
| 2022 | Majestic                       | Luciano                                      | 5 Wochen     | 7. Oktober – 3. November 2. Dezember – 8. Dezember |
| 2022 | Paul                           | Sido                                         | 5 Wochen     | 16. Dezember – 22. Dezember 30. Dezember 2022 – 26. Januar 2023 |
| 2023 | Die Hoffnung klaut mir niemand | Kontra K                                     | 5 Wochen     | 17. November – 30. November 8. Dezember – 14. Dezember 8. März 2024 – 14. März 2024 22. März 2024 – 28. März 2024                                                              |
| 2023 | Gartenstadt                    | Apache 207                                   | 5 Wochen     | 16. Juni – 22. Juni 28. Juli – 3. August 25. August – 31. August 31. Mai 2024 – 6. Juni 2024 14. Juni 2024 – 20. Juni 2024                                                     |
| 2025 | Most Valuable Playa            | Jazeek                                       | 5 Wochen     | 4. April – 8. Mai |
| 2015 | Zuhältertape Vol. 4            | Kollegah                                     | 4 Wochen     | 18. Dezember 2015 – 14. Januar 2016 |
| 2017 | Sampler 4                      | Verschiedene Interpreten (187 Strassenbande) | 4 Wochen     | 21. Juli – 17. August |
| 2018 | Wolke 7                        | Gzuz                                         | 4 Wochen     | 1. Juni – 28. Juni |
| 2019 | CB6                            | Capital Bra                                  | 4 Wochen     | 19. April – 25. April 3. Mai – 9. Mai 17. Mai – 30. Mai |
| 2020 | Music to Be Murdered By        | Eminem                                       | 4 Wochen     | 31. Januar – 6. Februar 14. Februar – 20. Februar 25. Dezember 2020 – 7. Januar 2021                                                                                           |
| 2023 | Glas                           | Nina Chuba                                   | 4 Wochen     | 3. März – 9. März 17. März – 23. März 21. April – 27. April 3. Mai 2024 – 9. Mai 2024                                                                                          |
| 2024 | 2000                           | Pashanim                                     | 4 Wochen     | 21. Juni – 27. Juni 12. Juli – 18. Juli 16. August – 22. August 30. August – 5. September                                                                                      |

## „Dauerbrenner“ nach Künstler
Diese Liste beinhaltet alle Künstler – in chronologischer Reihenfolge nach Wochen absteigend –, die sich mindestens fünf Wochen an der Chartspitze halten konnten.
- 31:  Bonez MC
- 27:  RAF Camora
- 17:  Apache 207,  Gzuz und  Kollegah
- 15:  Kontra K und  Sido
- 13:  Capital Bra,  Cro und  Ufo361
- 12:  Luciano
- 11:  Eminem und  Pashanim
- 10:  Fler / Frank White
- 09:   Farid Bang
- 08:  Ayliva und  Casper
- 07:  Bushido,  Genetikk,  KC Rebell und  Kool Savas
- 06:  Azet,  Jazeek,  LX und  Shindy
- 05:  Alligatoah,  Nina Chuba,  Drake,  Marteria / Marsimoto,   Olexesh,  Edo Saiya,  Samra und   Summer Cem

## Interpreten mit den meisten Jahren zwischen dem ersten und letzten Nummer-eins-Album
- 9 Jahre und 183 Tage:  Fler – Weil die Straße nicht vergisst (18. September 2015) → 5 (20. März 2025)
- 9 Jahre und 65 Tage:  Gzuz – High & hungrig 2 (3. Juni 2016) → Scherbenhaus (7. August 2025)
- 9 Jahre und 58 Tage:  Bonez MC – High & hungrig 2 (3. Juni 2016) → Dumm aber doppelt (31. Juli 2025)
- 8 Jahre und 241 Tage:  Kollegah – Zuhältertape Vol. 4 (18. Dezember 2015) → Still King (15. August 2024)
- 8 Jahre und 217 Tage:   Farid Bang – Asphalt Massaka 3 (6. April 2015) → Asphalt Massaka 4 (9. November 2023)
- 8 Jahre und 213 Tage:  Bushido – Cla$$ic (13. November 2015) → König für immer (13. Juni 2024)
- 8 Jahre und 171 Tage:  Cro – MTV Unplugged (10. Juli 2015) → Easy (28. Dezember 2023)
- 7 Jahre und 312 Tage:  Döll – Ich und mein Bruder (17. März 2017) → Weg vom Weg (23. Januar 2025)
- 7 Jahre und 306 Tage:  Kontra K – Labyrinth (27. Mai 2016) → Die Hoffnung klaut mir niemand (28. März 2024)
- 7 Jahre und 271 Tage:  Kool Savas – Essahdamus (4. November 2016) → Rap Genius (1. August 2024)
- 7 Jahre und 221 Tage:  Kendrick Lamar – Damn. (28. April 2017) → GNX (5. Dezember 2024)
- 7 Jahre und 152 Tage:  RAF Camora – Ghøst (22. April 2016) → XV (21. September 2023)
- 7 Jahre und 144 Tage:  Genetikk – Achter Tag (15. Mai 2015) → Outtathisworld – Radio Show Vol. 2 (6. Oktober 2022)
- 7 Jahre und 137 Tage:  Sido – VI (11. September 2015) → Paul (26. Januar 2023)
- 7 Jahre und 110 Tage:  Samy Deluxe – Berühmte letzte Worte (6. Mai 2016) → Hochkultur 2 (24. August 2023)
- 7 Jahre und 109 Tage:  Casper – Lang lebe der Tod (8. September 2017) → Live in Bielefeld (26. Dezember 2024)
- 7 Jahre und 67 Tage:  Luciano – Eiskalt (24. November 2017) → Gesegnet (30. Januar 2025)
- 7 Jahre und 67 Tage:  Trailerpark – TP4L (27. Oktober 2017) → Goldener Schluss (Live in Berlin) (2. Januar 2025)
- 7 Jahre und 8 Tage:  Sun Diego / SpongeBOZZ – Planktonweed Tape (27. April 2015) → Yellow Bar Mitzvah (5. Mai 2022)
- 7 Jahre und 4 Tage:  Prinz Pi – Im Westen nix Neues (12. Februar 2016) → ADHS (16. Februar 2023)
- 7 Jahre und 1 Tag:  Audio88 & Yassin – Normaler Samt (23. März 2015) → Back im Game Vol. 1 (24. März 2022)
- 6 Jahre und 335 Tage:  Marteria / Marsimoto – Roswell (2. Juni 2017) → Keine Intelligenz (2. Mai 2024)
- 6 Jahre und 257 Tage:   Olexesh – Straßencocktail (2. Oktober 2015) → Bratan (16. Juni 2022)
- 6 Jahre und 229 Tage:  KC Rebell – Fata Morgana (19. Juni 2015) → Rebell Army (3. Februar 2022)
- 6 Jahre und 222 Tage:  Ufo361 – 808 (20. April 2018) → Nur für Dich 2 (28. November 2024)
- 6 Jahre und 216 Tage:  Eminem – Revival (22. Dezember 2017) → The Death of Slim Shady (Coup de Grâce) (25. Juli 2024)
- 6 Jahre und 138 Tage:  Alligatoah – Musik ist keine Lösung (4. Dezember 2015) → Rotz & Wasser (21. April 2022)
- 6 Jahre und 96 Tage:  Azet – Fast Life (6. April 2018) → Eurosport (11. Juli 2024)
- 6 Jahre und 26 Tage:  LX – Obststand 2 (6. April 2018) → Dumm aber doppelt (31. Juli 2025)

## Alben mit den meisten Jahren zwischen der ersten und letzten Nummer-eins-Platzierung
- 4 Jahre und 225 Tage:  Cro – Tru. (15. September 2017 – 28. April 2022)
- 1 Jahr und 263 Tage:  Finch – Dorfdisko zwei (28. April 2023 – 16. Januar 2025)
- 1 Jahr und 67 Tage:  Nina Chuba – Glas (3. März 2023 – 9. Mai 2024)
- 1 Jahr und 4 Tage:  Apache 207 – Gartenstadt (16. Juni 2023 – 20. Juni 2024)

## Besonderheiten
Erster wiederkehrender Nummer-eins-Erfolg
- Genetikk – Achter Tag (22. Mai 2015)

Erster fremdsprachiger Nummer-eins-Erfolg
- Dr. Dre – Compton (28. August 2015)

Erster weiblicher Nummer-eins-Erfolg (allgemein)
- SXTN – Leben am Limit (9. Juni 2017)

Erster weiblicher Nummer-eins-Erfolg (solo)
- Juju – Bling Bling (21. Juni 2019)

Meiste Rückkehrer an die Chartspitze
- Apache 207 – Platte (1. November 2019 – 16. Juli 2020; 5)

Längste ununterbrochene Verweildauer an der Chartspitze
- Cro – MTV Unplugged (24. Juli – 27. August 2015; 5 Wochen)

Künstler, die sich selbst von der Chartspitze verdrängten
- Bonez MC – Hollywood (30. Oktober 2020) → Hollywood Uncut (6. November 2020)

Künstler, die gleichzeitig Platz eins und zwei belegten
- Bonez MC – Hollywood Uncut (#1) & Hollywood (#2) (13. November 2020)[2]